# Georges Vallée
Pour les articles homonymes, voir Vallée (homonymie).
Georges Vallée est un homme politique français, né le 21 août 1853 à Huby-Saint-Leu (Pas-de-Calais) et mort le 8 décembre 1926 à Paris.

## Biographie
Georges Vallée fait ses études au lycée de Douai et entre en Faculté de droit de cette ville pour obtenir sa licence d'avocat. Il s'inscrit au barreau de la cour d'appel de Douai.
En 1876, il est nommé délégué pour l'enseignement primaire dans le canton du Parcq avant de devenir président de la Délégation cantonale du Parcq.
En 1879, il entre dans l'administration préfectorale en qualité de chef de cabinet du Préfet du Finistère, puis conseiller de Préfecture à Quimper en 1880, avant d'en assumer la vice-présidence.
De 1872 à 1879, il publie des articles de politique, d'histoire et de bibliographie dans plusieurs journaux républicains du Nord et du Pas-de-Calais (l'Ami du peuple, l'Écho du Nord, l'Avenir, La France du Nord…).
Membre de plusieurs sociétés savantes de la région (Commission des monuments historiques du Pas-de-Calais, Société académique de Boulogne sur Mer, Société des antiquaires de Picardie, Société académique de l'Aube…), il publie dans leurs bulletins ses travaux d'histoire locale ou d'érudition.
Il est décoré en 1887 de l'Ordre du Dragon d'Annam et, en 1889, il est fait officier de l'Instruction publique.
Le 8 avril 1893, il devient sous-préfet de Bar-sur-Aube puis conseiller général et député du Pas-de-Calais de 1900 à 1910, siégeant au groupe de l'Union républicaine, puis aux Républicains progressistes.

## Distinctions
- Officier de l'Instruction publique (1889)

## Sources
- « Georges Vallée », dans le Dictionnaire des parlementaires français (1889-1940), sous la direction de Jean Jolly, PUF, 1960 [détail de l’édition]
- Vallée (George-François-Edmond) dans le Dictionnaire biographique international des écrivains, sous la direction de Henry Carnoy, Imprimerie de l'Armoriale français, 1909.